# Charles de Menthon d'Aviernoz
Pour les articles homonymes, voir Famille de Menthon et Menthon (homonymie).
Charles de Menthon d'Aviernoz (italianisé en Carlo d'Aviernoz (Menton)), né le 7 février 1793 à Annecy et mort le 12 janvier 1858 au château de Rubaud (Coise), est un noble militaire et personnalité politique savoyard, issu de la famille de Menthon.

## Biographie

### Origines
Charles Jean Dominique de Menthon-Lornay naît le 7 février 1793, à Annecy,, dans le département du Mont-Blanc. Le duché de Savoie a été annexé par la France révolutionnaire, par décret du 27 novembre 1792. Il est le fils du comte Claude-Gaspard-François de Menthon-Lornay d'Aviernoz (1758-....), baron de Lornay, 3e comte d'Aviernoz, seigneur de Rubaud, et de Marie-Joséphine-Claire, fille du baron Charles-Albert Favier du Noyer. Il appartient ainsi à l'une des plus anciennes familles du duché de Savoie.
Il effectue un cursus scolaire qui se termine à la Faculté de Grenoble où il obtient son diplôme de bachelier en 1813. Son apprentissage semble avoir été orienté notamment sur l'apprentissage des langues. Il s'engage ensuite dans une carrière militaire.

### Carrière militaire
Il entre au service de l'Autriche, alors alliée de la Sardaigne, le 12 avril 1814, afin de combattre les troupes impériales françaises. Il qualifiera plus tard cette alliance comme « fâcheuse mais nécessaire ». Officier volontaire, il combat lors des campagnes de 1814 et de 1815. En 1819, il rentre en Savoie. Il obtient le grade de capitaine provincial au régiment de Savoie,.
Il épouse le 15 mai 1827, Marie-Antoinette-Christine-Stéphanie, fille du baron Louis-Marie Favier du Noyer et de Jeanne-Emerantianne de Lescheraine, alors dame du palais de l'impératrice Marie-Thérèse,,, originaire de Saint-Pierre-d'Albigny, dans la combe de Savoie.
Le 8 avril 1843, il est colonel du 1er régiment. Il est fait chevalier de l'ordre des Saints-Maurice-et-Lazare.
Au cours de cette période, il est élu, le 7 juin 1844, membre de l'Académie des sciences, belles-lettres et arts de Savoie, avec pour titre académique Effectif (titulaire).
Il participe à la première guerre d'indépendance italienne (23 mars-9 août 1848). Il commande la brigade de Coni. Il commande le 2e Régiment, puis le 1er Régiment de Savoie avant d'obtenir le commandement de la Brigade de Savoie, au début de l'année 1848. Il est blessé aux jambes — une balle au genoux et d'un coup de baïonnette à la cuisse — lors de la bataille de Custoza (juillet 1848). Il est par la suite capturé et emprisonné à Vérone.
Il termine sa carrière avec le grade de major-général.

### Carrière politique
Blessé, ne pouvant plu servir par les armes, le comte de Menthon d'Aviernoz revient en Savoie, où il s'engage notamment en politique. Il est installé comme syndic de la ville de Chambéry, en 1829 ou 1830 (selon Foras) (le site du Parlamento italiano donne faussement Annecy, Sindaco di Annecy (Savoia)).
Il est élu du 9 décembre 1849 à novembre 1853, lors de la IVe législature du royaume de Sardaigne, comme député représentant la Savoie, pour le collège de Saint-Pierre-d'Albigny, succédant à Henri Ract de Sainte-Hélène-du-Lac.
Au cours de ces mandats, conservateur, il participe à la contestation de la politique italienne (risorgimento) de la maison de Savoie. Le 3 mars 1852, dans un discours au Parlement de Turin, il dénonce cette évolution pour défendre son attachement à la petite patrie :

« (…) Au reste, lorsque le roi a donné le Statut, je n'ai ni approuvé ni désapprouvé : j'ai accepté. Il a donné le Statut à ses États : Je ne l'ai pas demandé mais je l'ai accepté (…). Pour moi, la Savoie a deux frontières, d'un côté la France, de l'autre les Alpes. (…) je dirai toujours que je ne suis ni italien, ni français, mais que je suis Savoyard de la Savoie unie au Piémont. Voilà ma profession de foi (…). Quant à vous (en s'adressant à ses collègues) soyez Français, soyez Italiens, soyez libéraux, soyez modérés, soyez tout ce que vous voudrez. Moi je suis Savoyard, voilà tout! »

Charles de Menthon d'Aviernoz meurt le 12 janvier 1858, dans son château de Rubaud, situé à Coise, dans la combe de Savoie. Son corps est inhumé dans le cimetière communal. Son jeune frère, Alfred Menthon de Lornay, faisant également carrière dans les armes, hérite du château et des titres de baron de Lornay et de comte d'Aviernoz,.

## Décorations
Charles de Menthon d'Aviernoz a été fait :
- Chevalier de l'ordre des Saints-Maurice-et-Lazare